# Hungária (ban nhạc)
Hungária là một ban nhạc pop-rock Hungary được thành lập bởi ca sĩ/nghệ sĩ guitar/keyboard Miklós Fenyő năm 1967. Bất chấp sự đàn áp của chế độ Cộng sản Hungary vào đầu những năm 1980, Hungária là một trong những ban nhạc có danh tiếng lớn nhất ở Hungary ở thời điểm đó.

## Danh sách đĩa nhạc
- Koncert a marson (1970)
- Hungária (1971)
- Beatles Laz (1978)
- Rock 'n' Roll Party (1980)
- Hotel Menthol (1981)
- Arena (1983)
- Finale? (1983)
- Reg volt, igy volt (1985)
- Van aki forrón szereti (1985)
- Szív, zene, szerelem (1986)
- Csók x csók (1987)
- Egyszer fenn, egyszer lenn (1988)
- Hungária aranyalbum (1990)
- Hungária válogatás (1994)
- Ébredj fel Rockandrollia (1995)
- Micsoda buli (1995)

## Thành viên
- Miklós Fenyő (guitar, giọng hát, keyboard), 1967–1995
- Péter Csomós (guitar), 1967–1971
- Miklós Matlaszkovszky (guitar, giọng hát), 1967–1969
- László Klein (bass), 1967–1969, 1971
- Péter Láng (saxophone), 1967–1969
- József Tóth (trống), 1967–1969
- Péter Sipos (giọng hát, bass), 1969–1980
- Tamás Barta (guitar), 1969–1971, 1972
- József Tóth (trống), 1969–1971
- Zoltán Kékes (guitar, giọng hát), 1972–1995
- Gábor Szucs Antal (guitar), 1971
- Gyula Fekete (saxophone, giọng hát), 1972–1995
- Gábor Fekete (trống), 1971
- Róbert Szikora (trống, giọng hát), 1972–1982
- Dolly (giọng hát), 1980–1995
- Flipper Öcsi (giọng hát), 1980–1995
- Zsoldos Deddy (trống), 1982–1995